# Фернандес, Джозеф Габриэль

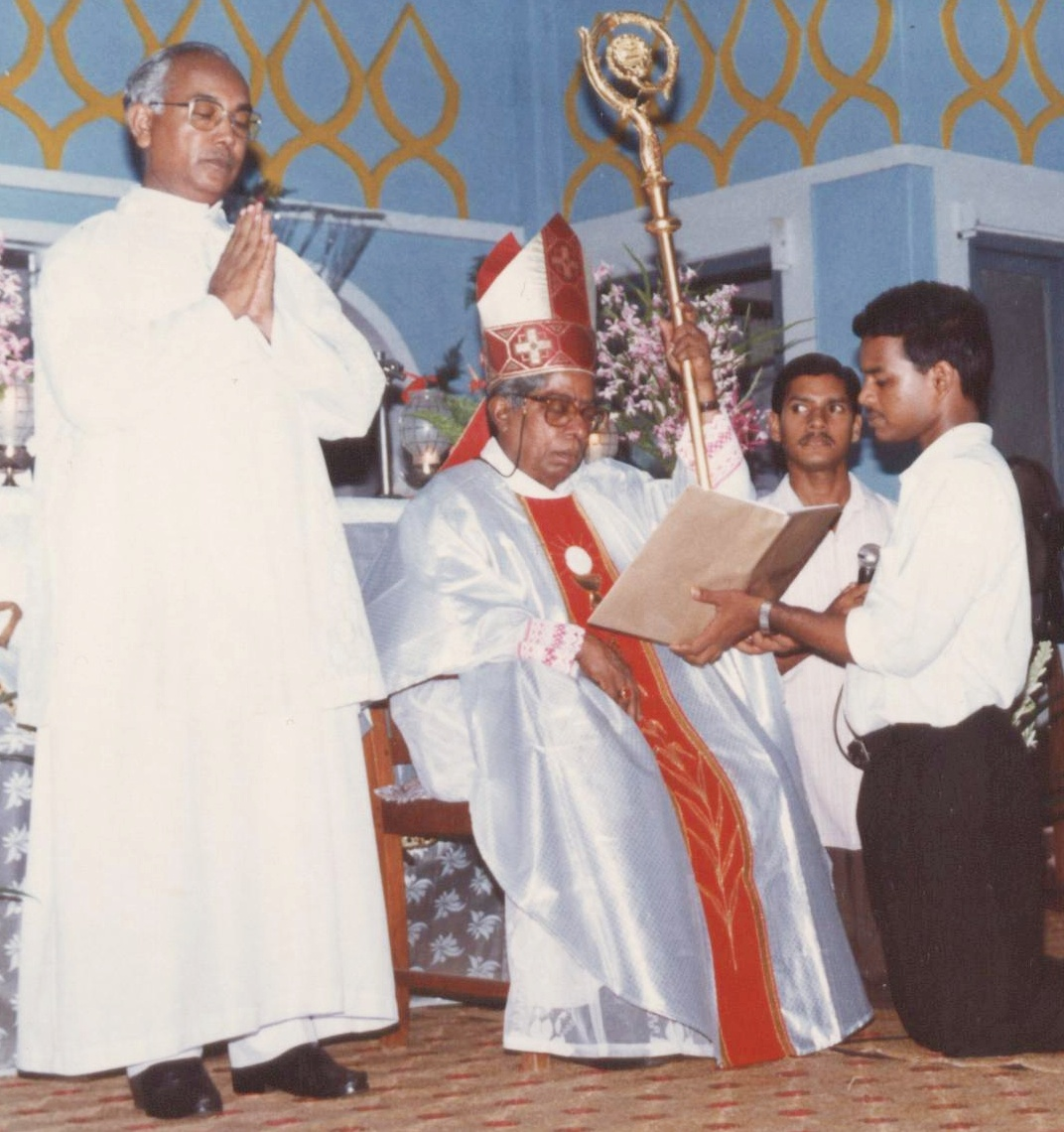

Джозеф Габриэль Фернандес (англ. Joseph Gabriel Fernandez; 16 сентября 1925, деревня Марутуркулангара, у югу от Коллама, Керала, Британская Индия — 4 марта 2023, Коллам) — индийский католический прелат, епископ Квилона (1978—2001).
С 1939 года учился в юношеской семинарии Святого Рафаэля (Коллам). Затем изучал философию и католическую теологию в священнической семинарии Святой Терезы (Коллам) и папской семинарии Святого Иосифа (Алува). Епископ Коллама (Квилона) Джером Фернандес 19 марта 1949 года рукоположил его в священники.
Служил в качестве личного секретаря епископа и канцлера курии. Затем — священник в Кандахире, Мангаде, Каппане и Эдамоне, директор школы Младенца Иисуса, префект юношеской семинарии Святого Рафаэля в Колламе, управляющий Национального колледжа Фатима Мата и подготовительного колледжа Кармельрани.
30 января 1978 года папа Павел VI назначил его епископом Квилона (стал вторым индусом в этой должности). Чин рукоположения провёл его предшественник Джером Фернандес, которому сослужили архиепископ Вераполи Джозеф Келантара и сиро-малабарский архиепископ Чанганачерри Энтони Падияра.
В 2000 году Джозеф Фернандес достиг предельного возраста действительной службы, однако выразил пожелание, чтобы его отставка состоялась в III тысячелетии. Удалился на покой 16 октября 2001 года.
Умер от пневмонии 4 марта 2023 года в возрасте 97 лет.